# ラーシュ・ビステル
ラーシュ・ビステル（Lars Bystøl、1978年12月4日 - ）は、ノルウェー西部ヴォス出身のスキージャンプ選手。

## プロフィール
ビステルは国際舞台へのデビューが遅かった。これは後述のプライベートな問題が原因である。
2002年にワールドカップデビューし、ソルトレークシティオリンピック代表に抜擢された。
2003年の世界選手権と2005年の世界選手権でともに団体銅メダルを獲得。
2005/06シーズンは彼のベストシーズンで、ジャンプ週間第三戦のインスブルックでワールドカップ初優勝、2週間後のスキーフライング世界選手権では団体戦金メダルを獲得した。
トリノオリンピックに出場、いきなりノーマルヒルで金メダルを獲得する。続くラージヒルでも銅メダルを獲得、団体戦でも銅メダル獲得に貢献した。
ノルウェー選手権では2005年にノーマルヒルで優勝するなど合計6回表彰台にあがっている。

## トラブル
2000年の大晦日、ビステルはパーティーの後、インスブルックのコンチネンタルカップから自宅に送還させられた。
その原因はアルコール中毒によるものであった。
その後も2003年夏には泥酔してオスロ港に落ちる事件を起こしてコンチネンタルカップ組に格下げされた。 その後は生活態度を改めて翌年ワールドカップ組へ復帰した。
2007年春にまた泥酔して乱闘事件を起こし逮捕され、ナショナルAチームから外されることになった。
2007/2008シーズンはコンチネンタルカップで好成績を挙げ2008年2月にワールドカップへ復帰した。
2009年1月に、前年11月のヴィケルスンでの試合で採集された尿サンプルによるドーピング検査でテトラヒドロカンナビノール陽性反応を示した。